# Рожмберк-над-Влтавоу
Рожмберк-над-Влтавоу, Рожмберк-над-Влтавой (чеш. Rožmberk nad Vltavou, бывш. нем. Rosenberg an der Moldau) — город в Южночешском крае Чехии. Население — 369 жителей. Известность городу принёс находящийся рядом замок Рожмберк (Розенберг).

## Наименование
Исторически название города произносилось: Rosenberch (1262), Rosenberg (1369), Rosemberg (1405), Rozmberg (1420), Rožumbergk (1654), Rosenberg, Rožmberk (1841).

## История
Первое письменное упоминание о замке Рожмберк, заложенном родом Витковичей на берегу реки Влтава, на торговом пути из Чески-Крумлова в австрийский Линц, относится к 1250 году. Местечко Рожмберк было основано рядом с замком в 1262 году Воком из Рожмберка. Ещё ранее однако рядом с нижним бродом через Влтаву существовало селение на пути из Нетолице в Линц. Вскоре оно было объединено с вновь основанным местечком. После того как в 1302 году паны из Рожмберка унаследовали Крумловское панство, они перенесли свою резиденцию в Крумловский замок, продолжая удерживать Рожмберк за собой. После смерти последнего рожмберкского владаржа Петра Вока из Рожмберка в 1611 году Рожмберк перешёл во владение его племянника Яна Зринского, а затем к роду Швамберков.
В 1620 году Рожмберкское панство было конфисковано у Швамберков за их участие в Восстании чешских сословий и передан в собственность Карла Бюкуа и его потомков, которые владели им до 1945 года.
10 октября 2006 года Рожмберк получил статус города.

## Достопримечательности
Кроме замка Рожмберк, в городе имеется костёл Девы Марии и Святого Николая на площади (впервые упоминается в 1271, перестроенный в готическом стиле во второй половине XV века), и городские дома XVII—XVIII веков на центральной площади.

## Население
| Год  | Численность | Численность |
| ---- | ----------- | ----------- |
| 1869 | 2107        | [ 6 ]       |
| 1880 | 2110        | [ 6 ]       |
| 1890 | 1880        | [ 6 ]       |
| 1900 | 1719        | [ 6 ]       |
| 1910 | 1637        | [ 6 ]       |
| 1921 | 1551        | [ 6 ]       |
| 1930 | 1502        | [ 6 ]       |
| 1950 | 661         | [ 6 ]       |
| 1961 | 647         | [ 6 ]       |
| 1970 | 493         | [ 6 ]       |
| 1980 | 388         | [ 6 ]       |
| 1991 | 335         | [ 6 ]       |
| 2001 | 333         | [ 6 ]       |
| 2014 | 369         | [ 7 ]       |
| 2016 | 350         | [ 8 ]       |
| 2017 | 355         | [ 9 ]       |
| 2018 | 353         | [ 10 ]      |
| 2019 | 364         | [ 11 ]      |
| 2020 | 373         | [ 12 ]      |
| 2021 | 377         | [ 13 ]      |
| 2022 | 373         | [ 14 ]      |
| 2023 | 395         | [ 15 ]      |
| 2024 | 386         | [ 16 ]      |
| 2025 | 375         | [ 3 ]       |